# Tiiu Kuik
Tiiu Kuik (tee-you qu-ick) (Tallinn, 16 de março de 1987) é uma supermodelo estoniana.
Kuik tem desfilado para mais de 40 designers, incluindo Gucci, Chanel e Louis Vuitton, entre outros. Ela é atualmente a representante dos cosméticos CoverGirl. Aos treze anos de idade, ele foi a uma feira de produtos alimentícios na Estônia, quando o proprietário da agência "TopModel" a descobriu. Ela então foi enviada ao Japão para trabalhar como modelo e depois disso, para a Itália. Sua carreira de modelo teve grande impulso a partir de então. O rosto de Kuik tem aparecido na capa de muitas revistas de moda, inclusive em várias capas da Vogue.
Entre suas agências de modelos está a de sua mãe, Major Model Management New York, bem como a Major Models em Milão e Paris e a Francina Models.